# مارا ناواریا
مارا ناواریا (انگلیسی: Mara Navarria؛ زادهٔ ۱۸ ژوئیهٔ ۱۹۸۵) شمشیرباز اهل ایتالیا است.